# Gynanisa nigrissima
Gynanisa nigrissima är en fjärilsart som beskrevs av Stoneham 1962. Gynanisa nigrissima ingår i släktet Gynanisa och familjen påfågelsspinnare. Inga underarter finns listade i Catalogue of Life.